# ATP-toernooi van Toronto Indoor
Het ATP-toernooi van Toronto Indoor (ook bekend onder de naam Skydome World Tennis) was een tennistoernooi van de ATP-Tour dat in 1985, 1986 en 1990 plaatsvond op indoor tapijtbanen van de SkyDome in de Canadese stad Toronto.

## Finales

### Enkelspel
| Jaar | Winnaar        | Runner-up     | Uitslag     |
| ---- | -------------- | ------------- | ----------- |
| 1990 | Ivan Lendl     | Tim Mayotte   | 6-3, 6-0    |
| 1986 | Joakim Nyström | Milan Šrejber | 6-1, 6-4    |
| 1985 | Kevin Curren   | Anders Järryd | 7-6(6), 6-3 |

### Dubbelspel
| Jaar | Winnaar                            | Runners-up                        | Uitslag       |
| ---- | ---------------------------------- | --------------------------------- | ------------- |
| 1990 | Patrick Galbraith David Macpherson | Neil Broad Kevin Curren           | 2-6, 6-4, 6-3 |
| 1986 | Wojciech Fibak Joakim Nyström      | Christo Steyn Danie Visser        | 6-3, 7-6      |
| 1985 | Peter Fleming Anders Järryd        | Glenn Layendecker Glenn Michibata | 7-6, 6-2      |

ITF-toernooien (mannen en vrouwen)

ATP-toernooien (mannen) – ATP-seizoen 2025

WTA-toernooien (vrouwen) – WTA-seizoen 2025

Voormalige toernooien mannen
Voormalige toernooien vrouwen
Voormalige amateurtoernooien